# Rugeley
Rugeley est une ville dans le Staffordshire en Angleterre. Il est situé dans le district de Cannock Chase. Située à 13.4 kilomètres de Stafford. Sa population est de 22724 habitants (2001) et 17749 (2011, civil parish) Dans Domesday Book de 1086, il a été énuméré comme Rugelie.